# Unione Sportiva Sassuolo Calcio 1999-2000
Questa pagina raccoglie le informazioni riguardanti l'Unione Sportiva Sassuolo Calcio nelle competizioni ufficiali della stagione 1999-2000.